# Prvenstvo Jugoslavije u nogometu 1934./35.
Sezona Državnog prvenstva 1934./35. bila je dvanaesta sezona nacionalnog nogometnog natjecanja u Kraljevini Jugoslaviji. Prvo je prvenstvo koje se odigralo nakon jednogodišnje stanke (prvenstvo nije igrano 1933./34.). Natjecateljski sustav bio je dvostruki ligaški sustav. Pobijedio je beogradski BSK, koji je obranio naslov. Lanjski doprvak, splitski Hajduk, zauzeo je šesto mjesto. 

Najviše pogodaka postigao je Leo Lemešić iz splitskog Hajduka s 18 postignutih pogodaka.

## Novosti
Umjesto Državnog prvenstva 1933./34. JNS je organizirao kvalifikacije za Državno prvenstvo 1934./35. (od 15. srpnja do 23. rujna 1934.) i Kup sedmorice 1934. (od 15. travnja do 25. studenoga 1934.).
Nakon dugotrajnih pregovora u JNS-u odlučeno je da klubovi za naslov državnog prvaka igraju po ligaškom formatu. Format natjecanja bio je isti kao i onaj koji je JNS planirao za prošlu sezonu: dvokružni ligaški sustav, s deset klubova u ligi.

### Kvalifikacije
Budući da nije bilo prvenstva na razini Kraljevine Jugoslavije, natjecanje se odvijalo u okviru podsaveza.
 Kvalificirane momčadi po podsavezu – Beogradski: BSK, Jugoslavija, BASK, Sparta (Zemun), Zagrebački: HAŠK, Građanski, Concordia, Splitski: Hajduk, Split, Ljubljanski: Ilirija, Primorje (Ljubljana), Subotički: Tri zvezde (Apatin), Sarajevski: Slavija, SAŠK, Osiječki: Slavija, Hajduk (Osijek), Skopski: SSK Skoplje, Novosadski: Vojvodina (Novi Sad), Velikobečkerečki: ŽSK, Niš: Građanski, Kragujevac: Radnički, Banjalučki: Krajišnik.
Kvalifikacije za Državno prvenstvo igrane su od 15. srpnja do 23. rujna 1934. godine.
- Prva grupa: BSK (Beograd) 14, Jugoslavija (Beograd) 12, Vojvodina (Novi Sad) 6, Tri zvezde (Apatin) 5, ŽSK (Veliki Bečkerek) 3 boda.
- Druga grupa: BASK (Beograd) 13, Građanski (Niš) 10, Sparta (Zemun) 6, Radnički (Kragujevac) 5, SSK (Skoplje) 2 boda.
- Treća grupa: Slavija (Sarajevo) 8, Hajduk (Split) 7, SAŠK (Sarajevo) 5, Split 4 boda.
- Četvrta grupa: Slavija (Osijek) 9, Concordia (Zagreb) 8, Krajišnik (Banjaluka) 4, Hajduk (Osijek) 3 boda.
- Peta grupa: HAŠK (Zagreb) 7, Primorje (Ljubljana) 7, Građanski (Zagreb) 6, Ilirija (Ljubljana) 4 boda.

Na Državno prvenstvo 1934./35. plasirali su se prvaci skupina: BSK, BASK, Slavija (S), Slavija (O), HAŠK, drugoplasirani iz Prve, Treće, Četvrte i Pete skupine Jugoslavija, Hajduk, Concordia i Primorje, trećeplasirani iz Pete skupine Građanski koji je svladao prvaka zagrebačke pokrajinske skupine Slaviju iz Varaždina.

## Sudionici
| Klub                                | Grad      | Stadion                  |
| ----------------------------------- | --------- | ------------------------ |
| BASK                                | Beograd   | Igralište SK Jugoslavije |
| BSK                                 | Beograd   | Igralište BSK-a          |
| HŠK Concordia                       | Zagreb    | Stadion Concordije       |
| 1. hrvatski građanski športski klub | Zagreb    | Igralište Građanskog     |
| JŠK Hajduk                          | Split     | Igralište Hajduka        |
| HAŠK                                | Zagreb    | Stadion Maksimir         |
| SK Jugoslavija                      | Beograd   | Igralište SK Jugoslavije |
| ASK Primorje                        | Ljubljana | Igralište ASK Primorja   |
| JŠK Slavija                         | Osijek    | Igralište kraj Drave     |
| SK Slavija                          | Sarajevo  | Igralište SK Slavije     |

## Ljestvica
| mj.     | klub                | ut. | pob. | ner. | por. | gol+ | gol- | kvoc  | bod |
| ------- | ------------------- | --- | ---- | ---- | ---- | ---- | ---- | ----- | --- |
| 1.      | BSK Beograd         | 18  | 11   | 2    | 5    | 49   | 22   | 2,227 | 24  |
| 2.      | Jugoslavija Beograd | 18  | 10   | 2    | 6    | 40   | 26   | 1,538 | 22  |
| 3.      | Građanski Zagreb    | 18  | 10   | 2    | 6    | 31   | 29   | 1,068 | 22  |
| 4.      | Concordia Zagreb    | 18  | 7    | 7    | 4    | 31   | 20   | 1,550 | 21  |
| 5.      | HAŠK Zagreb         | 18  | 8    | 4    | 6    | 33   | 33   | 1,000 | 20  |
| 6.      | Hajduk Split        | 18  | 7    | 4    | 7    | 47   | 32   | 1,468 | 18  |
| 7.      | BASK Beograd        | 18  | 6    | 3    | 9    | 41   | 46   | 0,891 | 15  |
| 8.      | Slavija Sarajevo    | 18  | 7    | 1    | 10   | 26   | 34   | 0,764 | 15  |
| 9.      | Primorje Ljubljana  | 18  | 4    | 5    | 9    | 21   | 43   | 0,488 | 13  |
| 10.     | Slavija Osijek      | 18  | 3    | 4    | 11   | 21   | 54   | 0,388 | 10  |
|         |                     |     |      |      |      |      |      |       |     |
| Izvori: |                     |     |      |      |      |      |      |       |     |

|  | BSK Beograd je prvak Jugoslavije |

Ispadanja nije bilo jer je za iduću sezonu promijenjen sustav natjecanja (iz prvenstva u kup).

## Rezultati
| 1934/35            | BSK | JUG | GRA | CON | HAŠ | HAJ | BAS | SAR  | PRI | OSI |
| ------------------ | --- | --- | --- | --- | --- | --- | --- | ---- | --- | --- |
| BSK Beograd        |     | 2:3 | 1:2 | 4:1 | 8:2 | 4:0 | 4:3 | 1:0  | 4:0 | 5:0 |
| Jugoslavija        | 3:2 |     | 1:0 | 5:0 | 2:1 | 3:1 | 2:2 | 3:0  | 1:1 | 5:1 |
| Građanski Zagreb   | 1:0 | 2:1 |     | 1:1 | 2:2 | 5:1 | 2:1 | 1:0  | 2:0 | 4:2 |
| Concordia Zagreb   | 0:0 | 2:0 | 0:1 |     | 1:1 | 1:1 | 9:1 | 1:1  | 4:0 | 3:0 |
| HAŠK Zagreb        | 1:0 | 1:4 | 2:1 | 1:0 |     | 1:1 | 3:2 | 4:1  | 4:0 | 3:0 |
| Hajduk Split       | 1:1 | 5:2 | 2:1 | 0:1 | 1:3 |     | 4:1 | 10:1 | 3:0 | 9:0 |
| BASK Beograd       | 3:4 | 2:1 | 5:1 | 0:1 | 3:2 | 4:2 |     | 0:2  | 7:0 | 3:3 |
| Slavija Sarajevo   | 0:1 | 1:0 | 6:1 | 1:2 | 2:0 | 2:1 | 0:1 |      | 3:1 | 3:1 |
| Primorje Ljubljana | 1:4 | 3:2 | 2:3 | 1:1 | 0:0 | 2:2 | 3:1 | 3:1  |     | 3:0 |
| Slavija Osijek     | 1:3 | 0:2 | 2:1 | 1:1 | 5:2 | 0:3 | 1:1 | 3:2  | 1:1 |     |

## Prvaci
BSK (trener: Josef Uridil)
- Franjo Glaser
- Predrag Radovanović
- Milorad Mitrović
- Vlastimir Petković
- Milorad Arsenijević
- Ivan Stevović
- Radivoj Božić
- Bruno Knežević
- Aleksandar Tirnanić
- Joška Nikolić
- Slavko Šurdonja
- Vojin Božović
- Blagoje Marjanović
- Đorđe Vujadinović
- Svetislav Glišović
- Ljubiša Đorđević

## Statistika

### Ljestvica strijelaca
| Pl. | Ime                  | Klub                  | Broj pogodaka |
| --- | -------------------- | --------------------- | ------------- |
| 1.  | Leo Lemešić          | Hajduk (Split)        | 18            |
| 2.  | Aleksandar Tomašević | BASK (Beograd)        | 15            |
| 3.  | Aleksandar Živković  | Građanski (Zagreb)    | 14            |
| 4.  | Đorđe Vujadinović    | BSK (Beograd)         | 13            |
| 4.  | Egidije Martinović   | Concordia (Zagreb)    | 13            |
| 6.  | Blagoje Marjanović   | BSK (Beograd)         | 12            |
| 6.  | Slobodan Babanović   | BASK (Beograd)        | 12            |
| 8.  | Franjo Petrak        | HAŠK (Zagreb)         | 10            |
| 9.  | Slavko Šurdonja      | BSK (Beograd)         | 8             |
| 9.  | Svetislav Glišović   | BSK (Beograd)         | 8             |
| 9.  | Stojan Milanović     | Jugoslavija (Beograd) | 8             |
| 9.  | Slavko Milošević     | Jugoslavija (Beograd) | 8             |

### Klubovi
Pojašnjenje: Ime i prezime igrača (broj nastupa u sezoni/broj golova u sezoni). Igrači su poredani prema poziciji u momčadi od golmana do napadača, a potom i po broju nastupa.
- BSK (Beograd)

Trener: Sándor Nemes (Mađarska) → Nikola Simić → Josef Uridil (Austrija)

Franjo Glaser 18/0, Predrag Radovanović 18/0, Milorad (I) Mitrović 9/0, Vlastimir Petković 8/0, Milorad Arsenijević 18/0, Ivan Stevović 14/0, Bruno Knežević 8/1, Ljubiša Đorđević 1/0, Blagoje Marjanović 18/12, Svetislav Glišović 18/8, Đorđe Vujadinović 14/13, Radivoj Božič 14/0, Vojin Božović 14/3, Jovan Nikolić 9/2, Slavko Šurdonja 9/8, Aleksandar Tirnanić 7/0, Nikola Marjanović 1/0
- Jugoslavija (Beograd)

Trener: Branislav "Bane" Sekulić & Ivan Kumanudi

Eduard Plac 11/0, Jovan Spasić 6/0, Milan Gligorijević 1/0, Miroslav Lukić 15/0, Stevan Stokić 11/0, Dimitrije Dimitrijević 5/0, Stojan Stajić 3/0, Ivan Kumanudi 1/0, Miroslav Paunović 14/0, Slobodan Anđelković 10/0, Aleksandar Nešić 2/0, Dragutin Borović 2/0, Đorđe Lojančić 17/2, Branislav Sekulić 15/6, Slavko Milošević 15/8, Miodrag Marković 13/4, Stojan Milanović 12/8, Božidar Petrović 10/0, Ljubomir Popović 10/3, Dobrivoje Zečević 9/5, Borislav Nikolić 6/1, Nikola Perlić 5/1, Vladimir Kostić 3/0, Milan Šijačić 1/0, Matija Perlić 1/1
- Građanski (Zagreb)

Trener: James Donelly (Irska) → Anton "Toni" Ringer (Austrija)

Dragutin Bratulić 15/0, Velimir Šušković 3/0, Marko Rajković 17/0, Bernard Hügl 17/1, Danijel Premerl 18/0, Petar Sinković 17/0, Viktor Mihaljević 15/0, Antun Pogačnik 12/4, Vladimir Babić 3/2, Oskar Widrich 1/0, August Jutt 1/0, Vilmos Sipos 14/4, Aleksandar Živković 13/14, Franjo Novosel 12/2, Miroslav Kokotović 11/2, Milan Antolković 10/0, Dragutin Žalant 9/0, Stjepan Bokor 5/2, Slavko Lehner 2/0, Josip Rudić 1/0, Stanko Timer 1/0, Feliks Čurlin 1/0
- Concordia (Zagreb)

Trener: Otto Fischer (Austrija)

Anton Puhar 18/0, Ivan Belošević 17/1, Zvonimir Belošević 4/0, Zvonimir Cimermančić 17/0, Božidar Ralić 13/2, Egidije Martinović 18/13, Branko Pleše 17/3, Branko Paviša 17/0, Zvonimir Jazbec 17/2, Inoslav Solerti 16/2, Franc Belak 15/0, Slavoljub Kodrnja 13/4, Vjekoslav Butković 4/1, Svetislav Valjarević 3/2, Dragutin Golec 2/0, Smail Gušić 2/0, Radovan Pavelić 1/0, Franjo Žarković 1/0, Andrija Selak 1/0, Vladimir Lolić 1/0, Bela Fritz 1/0
- HAŠK (Zagreb)

Trener: Miško Zebić & Ivan Babić

Gojko Šijačić 10/0, Vladimir Grims 6/0, Zdenko Blažeković 2/0, Zeno Golac 18/0, Ivan Slivak 18/2, Stjepan Horvat 18/7, Ivan Gajer 18/1, Josip Kovačević 17/0, Branko Kunst 13/0, Zvonimir Gajer 4/0, Ernest Hoppe 1/0, Franjo Petrak 18/10, Milivoj Fink 18/5, Ivan Medarić 16/6, Vladimir Leinert 14/0, Ivan Bobonski 5/0, Leo Wolf 1/0, Mirko Ranogajec 1/0
- Hajduk (Split)

Trener: Luka Kaliterna

Bartul Čulić 12/0, Teodor Kriše 6/0, Jozo Matošić 18/0, Zvonimir Malnar 11/0, Šime Milutin 1/0, Anđelko Marušić 17/0, Ivan Radovniković 17/0, Žarko Rosić 15/5, Đuro Purišić 14/0, Dušan Stipanović Guzina 4/2, Marko Mikačić 4/0, Ante Muljačić 1/0, Leo Lemešić 17/17, Branko Bakotić 14/5, Vladimir Kragić 12/7, Frane Matošić 10/5, Zvonimir Koceić 8/1, Berislav Žulj 7/3, Ivo Alujević 5/2, Josip Lin 2/0, Osvald Kuzmanić 1/0, Petar Alfirević 1/0, Zlatko Ferić 1/0
- BASK (Beograd)

Trener: Sima Simić, Dimitrije Milojević, Ferante Colnago & Milenko Jovanović

Bogoljub Smiljanić 8/0, Vladeta Prokić 4/0, Milovan Jakšić 3/0, Josip Babić 3/0, Milorad Rančić 17/0, Ratko Mihailović 9/0, Milutin Ivković 7/0, Dragoslav Klisarić 16/0, Branislav Aćimović 14/1, Miodrag Dimitrijević 12/2, Vojislav Ristić 7/2, Lazar Tubić 4/0, Ljubomir Vojinović 3/0, Mladen Sarić 17/4, Slobodan Babamović 16/12, Aleksandar Tomašević 14/15, Ratimir Pavlović 12/1, Mihailo Matijas 11/2, Milorad Milenković 9/0, Milivoje Sekulić 6/1, Đorđe Detlinger 4/0, Đorđe Ranojević 2/0
- Slavija (Sarajevo)

Trener: Risto Šošić

Bogumil Bosnić 17/0, Mustafa Čolpa 1/0, Slavko Zagorac 17/6, Borivoj Konstantinović 16/0, Milivoje Spajić 1/0, Eugen Ličanin 1/0, Mića Perović 1/0, Zdravko Pavlić 18/0, Blažo Đurović 15/0, Strahinja Mitrović 4/0, Josip Bulat 3/0, Nikola Martinović 3/0, Momčilo Stanković 3/0, Branko Šalipur 2/0, Vojin Vidović 2/0, Borivoje Kondić 1/0, Vojislav Marjanović 1/0, Milan Rajlić 18/7, Franjo Krajnc 18/0, Ratomir Dugonjić 17/3, Mihailo Marić 15/2, Đuro Cvitković 11/4, Slavko Divčić 6/1, Ivan Pezić 3/1, Slavko Marić 2/1, Radivoj Vučić 1/0, Petar Manola 1/0
- Primorje (Ljubljana)

Trener: Nedeljko Buljević → Erwin Puschner (Austrija)

Peter Logar 12/0, Stojan Starec 5/0, Stanislav Magister 1/0, Stanko Bertoncelj 15/1, Viktor Hassl 14/1, Vinko Jug 11/0, Herman Slamič 17/2, Franc Boncelj 17/0, Pavel Zemljak 12/0, Vladimir Kukanja 9/0, Josip Janežič 18/6, Josip Bertoncelj 17/2, Ivan Zemljič 13/2, Avgust Repotočnik 12/2, Rudolf Makovec 9/1, Emil Uršič 5/3, Franc Caleari 4/0, Hinko Doležal 2/0, Vili Šlamberger 2/0, Vladimir Vrhovnik 1/0, Dragutin Crnobori 1/0, Alojzij Jež 1/0
- Slavija (Osijek)

Trener: Oskar Gasteiger & Dimitrije Isajlović

Martin Wagner 16/0, Franjo Gajčević 2/0, Zvonimir Hrs 17/0, Antun Nagyszombaty 5/0, Branko Kovačić 4/0, Eduard Bakarac 1/0, Antun Kolar 17/1, Milan (I) Adamović 16/0, Stevo Vodeničar 13/0, Gustav Lechner 11/0, Georgije Isajlovič 9/1, Stjepan Dejanović 4/0, Antun Hrubec 18/3, Vladimir Eger 16/6, Julio Gergec 14/1, Dragutin Schulz 14/3, Ivan Slošić 12/3, Adam Mesaroš 6/2, Vojislav Korkut 2/1, Bogoljub Rajković 1/0

## Vanjske poveznice
- RSSSF: Yugoslavia List of Topscorers
- RSSSF: Yugoslavia List of Final Tables
- RSSSF: sezona 1934./35.
- exyufudbal: Državno prvenstvo 1935.
- exyufudbal: Kvalifikacije i podsavezna prvenstva: 1934./35.
- fsgzrenjanin: SISTEM TAKMIČENJA U KRALJEVINI JUGOSLAVIJI
- claudionicoletti: KINGDOM OF YUGOSLAVIA 1931-1940